# Miłość to wojna
Miłość to wojna (jap. かぐや様は告らせたい ～天才たちの恋愛頭脳戦～ Kaguya-sama wa kokurasetai: tensai-tachi no ren’ai zunōsen) – manga autorstwa Aki Akasaki, publikowana od maja 2015 na łamach magazynu „Miracle Jump” wydawnictwa Shūeisha, a następnie przeniesiona do „Shūkan Young Jump”, gdzie ukazywała się od marca 2016 do listopada 2022. W Polsce manga wydawana jest przez Studio JG.
Na podstawie mangi studio A-1 Pictures wyprodukowało serial anime, którego emisja trwała od stycznia do marca 2019. Drugi sezon emitowany był od kwietnia do czerwca 2020. Premiera trzeciego sezonu odbyła się w kwietniu 2022, a jego emisja trwała do czerwca tego samego roku. Manga została również zaadaptowana na film live action w reżyserii Hayato Kawai, który został wydany w Japonii we wrześniu 2019.

## Fabuła
W licealnym oddziale Akademii Shuchiin przewodniczący samorządu uczniowskiego Miyuki Shirogane i wiceprzewodnicząca Kaguya Shinomiya wydają się idealnie do siebie pasować. Kaguya jest córką bogatej i wpływowej rodziny, a Miyuki jest najlepszym uczniem w szkole, znanym w całej prefekturze. Jednak mimo że podobają się sobie nawzajem, są zbyt dumni, by wyznać sobie miłość, ponieważ uważają, że ten, kto zrobi to pierwszy, przegra. Historia śledzi ich liczne intrygi mające na celu skłonienie drugiej osoby do wyznania miłości lub przynajmniej okazania oznak uczucia.

## Bohaterowie

### Główni
- Kaguya Shinomiya (jap. 四宮 かぐや Shinomiya Kaguya)

Seiyū: Aoi Koga 
Tytułowa bohaterka serii i wiceprzewodnicząca samorządu uczniowskiego. Znana jest ze swojej urody, inteligencji i bogactwa, a jej rodzina jest właścicielem jednego z największych konglomeratów biznesowych w Japonii. Ze względu na urodzenie się w rodzinie z klasy wyższej, sposób, w jaki Kaguya została wychowana, sprawił, że była dumna, zimna i wyrachowana, ale pod tymi cechami osobowości jest tak naprawdę niewinną, miłą i uczciwą nastolatką. Jej status społeczny i wychowanie powodują również, że cierpi emocjonalnie z powodu samotności i izolacji. Pomimo swojej inteligencji, jest zaskakująco nieudolna w korzystaniu z mediów społecznościowych i technologii cyfrowej (choć przoduje w starszych, analogowych metodach wprowadzania danych, takich jak maszyna do pisania). Jest również dość naiwna, jeśli chodzi o romans i seksualność, i musiała zostać nauczona, jak wykorzystać modę i kobiecość na swoją korzyść. W celu zmuszenia Miyukiego do bezpośredniego lub pośredniego wyznania miłości, zwykle planuje z wyprzedzeniem, aby przechylić okoliczności na swoją korzyść. Oprócz angażowania się w działalność samorządu uczniowskiego, należy również do klubu łuczniczego.
- Miyuki Shirogane (jap. 白銀 御行 Shirogane Miyuki)

Seiyū: Makoto Furukawa 
Przewodniczący samorządu uczniowskiego. Słynie z bycia najlepszym uczniem w szkole, który zajął również drugie miejsce w krajowych egzaminach próbnych, co przypisuje się ciągłej nauce, stąd jego niechlujne włosy, cienie pod oczami i rażące spojrzenie. Podobnie jak Kaguya, nie ma doświadczenia w romansach i związkach. Miyuki ma problemy ze sportami fizycznymi wymagającymi umiejętności i panicznie boi się owadów, zwłaszcza karaluchów. Ponieważ jego ojciec, dawniej właściciel fabryki, jest bezrobotny, a jego matka – która opuściła rodzinę, gdy był dzieckiem – nie wspiera ich, on i jego młodsza siostra Kei często podejmują pracę w niepełnym wymiarze godzin. Powtarzającym się gagiem w serii jest to, jak zawsze wyobraża sobie Kaguyę patrzącą na niego z góry i mówiącą „Jak uroczo” (jap. お可愛いこと Okawaii koto) i powstrzymuje się od wyznania jej uczuć w obawie, że zostanie w ten sposób odrzucony. Miyuki ma również pasję do obserwowania gwiazd i marzy o tym, by pewnego dnia zostać profesjonalnym astronomem.
- Chika Fujiwara (jap. 藤原 千花 Fujiwara Chika)

Seiyū: Konomi Kohara 
Sekretarka samorządu uczniowskiego. Jest niebieskooką dziewczyną o jasnej skórze i srebrnych włosach do ramion (jasnoróżowych w anime), noszącą czarną kokardę pośrodku kwadratowej grzywki. Przyjaźni się z Kaguyą Shinomiyą od czasów gimnazjum, jednak ich bliskość nie jest oczywista dla innych ze względu na osobowość Kaguyi. Pomimo tego, że jest uzdolniona w językach, śpiewie i różnych sportach, często jest przedstawiana jako osoba, która nie traktuje poważnie zajęć akademickich w porównaniu do swoich rówieśników i chociaż twierdzi, że jest ekspertką w odczytywaniu emocji, dokładność tych odczytów jest raczej chybiona; na przykład jest w stanie stwierdzić, że Miko żywi uczucia do Yu pomimo jej antagonistycznego nastawienia do niego, będąc jednocześnie jedyną osobą w samorządzie, która nie zorientowała się, że Kaguya i Miyuki zaczęli się ze sobą spotykać. Ten brak świadomości społecznej, jeśli chodzi o związek Kaguyi i Miyukiego, napędza wiele konfliktów w grach miłosnych tych dwojga, takich jak poślubienie Miyukiego w grze w życie, a także jedzenie jego lunchu. Mimo to robi wszystko, co w jej mocy, aby pomóc rozweselić innych członków rady i zwykle jest pierwszą osobą, która oferuje wsparcie emocjonalne.
- Yu Ishigami (jap. 石上 優 Ishigami Yū)

Seiyū: Ryōta Suzuki 
Skarbnik samorządu uczniowskiego, który jest o rok młodszy od reszty członków. Ma ciemne włosy i fryzurę w stylu emo z grzywką zakrywającą jedno z oczu. Jako drugi syn małego producenta zabawek, chodził do szkoły tylko dlatego, że ojciec go do tego zmuszał i wagarował, dopóki Miyuki nie zwerbował go na stanowisko skarbnika. Zwykle trzyma się na uboczu i nosi słuchawki podczas grania w gry wideo na swojej przenośnej konsoli, jednak jest bystrym obserwatorem ludzi, zauważając rzeczy, których inni nie chcą ujawnić, czasami wpadając w kłopoty za zwrócenie na nie uwagi. Boi się, że Kaguya może go zabić, ponieważ ma tendencję do rzucania mu groźnych spojrzeń i komentarzy. Chika czasami bije go za niestosowne komentarze. Z czasem staje się coraz bardziej otwarty w stosunku do pozostałych członków samorządu.
- Ai Hayasaka (jap. 早坂 愛 Hayasaka Ai)

Seiyū: Yumiri Hanamori 
Osobista asystentka i przyjaciółka z dzieciństwa Kaguyi, której służy od siódmego roku życia. Ma krótkie rudoblond włosy i jest w jednej czwartej Irlandką. W szkole zachowuje się jak gyaru, nosząc krótką spódniczkę, luźny kołnierzyk, fantazyjne paznokcie i akcesoria, które naruszają zasady ubioru. Utrzymuje swoją relację z Kaguyą w tajemnicy przed Miyukim i Chiką. Kiedy Miyuki odwiedza Kaguyę, przebiera się za pokojówkę o imieniu Smirka A. Haski, która uczęszcza do szkoły dla dziewcząt, i flirtuje z nim, a kiedy odwiedzą ją Chika, przebiera się za lokaja, pana Haskiego. Ai jest bardziej świadoma społecznie niż Kaguya i czasami potrafi być wyrachowana, ale jest też bardzo wrażliwa, ponieważ chciałaby prowadzić normalne szkolne życie i mieć chłopaka, co powoduje, że często dokucza Kaguyi. W końcu mówi Miyukiemu, kim naprawdę jest i zostaje jego przyjaciółką, jednocześnie drażniąc Kaguyę, że przyjaźń jest pierwszym krokiem do związku.
- Miko Ino (jap. 伊井野 ミコ Iino Miko)

Seiyū: Miyu Tomita 
Uczennica pierwszego roku i koleżanka Yu z klasy. Jako członkini komitetu dyscyplinarnego startuje w wyborach na kolejną przewodniczącą samorządu uczniowskiego, pragnąc narzucić uczniom bardziej restrykcyjne zasady. Pomimo szczerości i pewności co do swoich przekonań, jest bardzo nieśmiała i boi się wystąpień publicznych. Mimo iż przegrywa wybory, dzięki wsparciu Miyukiego, który zamienił przemówienia kandydatów w debatę, zdobywa znaczną liczbę głosów, a rówieśnicy, którzy naśmiewali się z jej wcześniejszych niepowodzeń, zaczynają ją szanować i podziwiać. Następnie dołącza do samorządu jako audytor finansowy, pozostając w komitecie dyscyplinarnym. Później jej autorytarna natura łagodnieje, gdy uświadamia sobie, że nie tylko musi patrzeć na sprawy z perspektywy innych, ale także, że jej metody są zbyt stanowcze. Pod względem nauki jest czołową uczennicą w swojej klasie. Podziwia Chikę za jej umiejętności muzyczne jako pianistki, ale nienawidzi Yu za lenistwo i niepoważne traktowanie obowiązków szkolnych.

### Poboczni
- Nagisa Kashiwagi (jap. 柏木 渚 Kashiwagi Nagisa)

Seiyū: Momo Asakura 
Koleżanka z klasy, która od czasu do czasu pyta Kaguyę o porady sercowe. Na początku serii Tsubasa wyznaje jej uczucia, które w końcu akceptuje. Jest córką zamożnej rodziny stoczniowej. Pod względem nauki plasuje się w pierwszej dziesiątce swojej klasy i przewodzi szkolnemu klubowi wolontariatu. Później podejrzewa, że Kaguya i Miyuki lubią się nawzajem. Nagisa wykazuje wiele śmiałych zachowań w swoim związku z Tsubasą. Bywa zazdrosna do tego stopnia, że wynajmuje prywatnego detektywa, aby szpiegował jej chłopaka, aby sprawdzić, czy nie ma romansu z inną dziewczyną. Chociaż początkowo prosi Kaguyę o porady dotyczące związku, w późniejszych rozdziałach ich role się odwracają, gdy zaczyna mówić o swoim doświadczeniu seksualnym.
- Tsubasa Tanuma (jap. 田沼 翼 Tanuma Tsubasa)

Seiyū: Taku Yashiro 
Kolega z klasy Miyukiego, który regularnie prosi go o porady miłosne na początku serii. Dzięki radzie przewodniczącego, który doradza mu odważne wyznanie uczuć, zaczyna spotykać się z Nagisą. Jest synem dyrektora szpitala, a także wnukiem lekarza rodu Shinomiyów. W szczególności dziadek Tsubasy uważa, że jego rodzina jest przeklęta, ponieważ zarówno on, jak i jego syn (ojciec Tsubasy) zostali rodzicami w wieku 17 lat. Ma tendencję do przechwalania się swoimi postępami w związku, co bardzo denerwuje Miyukiego i Yu.
- Kei Shirogane (jap. 白銀 圭 Shirogane Kei)

Seiyū: Sayumi Suzushiro 
Młodsza siostra Miyukiego, która jest skarbnikiem samorządu uczniowskiego w gimnazjum Shuchiin. Kaguya podziwia ją, ponieważ jest bardzo podobna do swojego brata. Po tym, jak jej rodzice rozstali się, gdy była młoda, początkowo została z matką, ale uciekła, by zamieszkać z ojcem i bratem. Jest buntownicza, jeśli chodzi o interakcję z Miyukim, uważając go za irytującego i niemodnego, ale nadal troszczy się o niego i dba o to, by prezentował się dobrze przed kolegami z klasy. Przyjaźni się z Fujiwarami, koleżanką z klasy Moehą i Chiką. Mimo że nie ma zbyt wielu kontaktów z Kaguyą, Kei stara się go lepiej poznać i cieszy się, gdy robi małe postępy.
- Moeha Fujiwara (jap. 藤原 萌葉 Fujiwara Moeha)

Seiyū: Ari Ozawa 
Młodsza siostra Chiki, która jest wiceprzewodniczącą samorządu uczniowskiego w gimnazjum Shuchiin oraz koleżanką z klasy i przyjaciółką Kei. Podziwia również Miyukiego i ma nadzieję, że pewnego dnia wyzna mu swoje uczucia. Ma zwyczaj wyrażania mrocznych pomysłów, które bardzo niepokoją Kaguyę.
- Maki Shijo (jap. 四条 眞妃 Shijō Maki)

Seiyū: Kana Ichinose 
Koleżanka z klasy i najlepsza przyjaciółka Nagisy. Jest zazdrosna o jej związek, ponieważ ona również lubi Tsubasę, ale nigdy nie znalazła odwagi, by się wyznać mu uczucia. Należy do bocznej linii rodu Shinomiyów i jest daleką krewną Kaguyi, którą zna od dzieciństwa i sarkastycznie nazywa „ciocią”; ich relacja odzwierciedla wrogość między ich rodzinami. Uważa Miyukiego i Yu za swoich przyjaciół, do których regularnie zwraca się o pomoc w sprawie sytuacji z Nagisą i jej chłopakiem. Yu sądzi, że zachowuje się jak tsundere, a Miyuki, że jest bardzo podobna do Kaguyi pod względem osobowości, z którą również dzieli datę urodzenia. Pomimo nieco wyniosłego zachowania, w rzeczywistości, podobnie jak Kaguya, jest miłą dziewczyną. Ma brata bliźniaka o imieniu Mikado.
- Ojciec Shirogane (jap. 白銀 父 Shirogane chichi)

Seiyū: Takehito Koyasu 
Ojciec Miyukiego i Kei. Po tym, jak jego żona opuściła go siedem lat wcześniej z powodu zamknięcia fabryki, większość czasu spędza na bezrobociu. Wykonuje przypadkowe czynności, takie jak wróżenie i udzielanie porad. Później zostaje odnoszącym sukcesy livestreamerem, ku szokowi obojga jego dzieci.
- Kobachi Osaragi (jap. 大仏 こばち Osaragi Kobachi)

Seiyū: Rina Hidaka 
Koleżanka z klasy Miko i członkini komitetu dyscyplinarnego. Opiekuje się nią od ponad dziesięciu lat, w dosłownym tego słowa znaczeniu, ze względu na łatwowierną naturę Miko. Przez kilka tygodni spotykała się z kapitanem klubu cheerleaderskiego, ale ostatecznie się z nim rozstaje. Jej rodzice byli telewizyjnymi celebrytami, a ona sama na najlepszej drodze do zostania gwiazdą dziecięcą, dopóki w jej rodzinę nie uderzył skandal, przez co od gimnazjum trzymała się na uboczu. Zawsze troszczyła się o Yu i potajemnie pomagała mu być szczęśliwym, ponieważ podkochiwała się w nim od czasów liceum i martwiła się jego złym traktowaniem przez kolegów z klasy.
- Tsubame Koyasu (jap. 子安 つばめ Koyasu Tsubame)

Seiyū: Haruka Fukuhara 
Popularna uczennica trzeciego roku i wicekapitan klubu cheerleaderskiego. Ze względu na swoją pogodną i troskliwą naturę jest bardzo ceniona i lubiana przez uczniów. Pomogła Yu przyzwyczaić się do pracy zespołowej i innych ludzi, gdy ten dołączył do jej klubu. Jej dobroć sprawiła, że ten zaczął żywić wobec niej romantyczne uczucia, które później nieświadomie wyznał, ku zaskoczeniu jej i wszystkich innych.
- Karen Kino (jap. 紀 かれん Kino Karen) i Erika Kose (jap. 巨瀬 エリカ Kose Erika)

Seiyū: Madoka Asahina (Karen) i Ayaka Asai (Erika) 
Członkinie klubu dziennikarskiego, które uwielbiają samorząd uczniowski, ale nie mają pojęcia na temat sytuacji w nim panującej. Karen spędza dużo czasu fantazjując o Miyukim i Kaguyi, a także pisząc o nich fanowskie mangi, które pokazała tylko kilku wybranym osobom. Obsesja Eriki jest całkowicie skupiona na Kaguyi. Są głównymi bohaterkami spin-offu Kaguya-sama o kataritai.

## Produkcja

### Koncepcja
W trakcie tworzenia mangi Ib: Instant Bullet dla magazynu „Shūkan Young Jump” Akasaka chciał wymyślić kolejną serię. W wywiadzie dla Livedoor News powiedział, że oryginalna fabuła Miłość to wojna przypominała bardziej fantasy i grę śmierci, ale jego wydawca chciał czegoś bardziej mainstreamowego, a w tamtym czasie „Young Jump” nie miał zwykłej komedii romantycznej. Była to pierwsza manga Akasaki z tego gatunku.
Akasaka osadził akcję serii w liceum, jednak sam nie miał wówczas dużego doświadczenia z randkowaniem i romansami. Myślał o licealnych związkach podczas wędzenia żywności i wpadł na pomysł, że chce odzyskać część swoich emocji z młodości w formie fantazji. Wyobraził sobie „dwoje tsundere, którzy lubią się nawzajem i toczą bitwy umysłów”. Uważał, że to bardzo powszechna koncepcja, ale był zaskoczony, gdy czytelnicy powiedzieli mu, że jego założenie jest innowacyjne. Początkowo chciał też zrobić więcej intelektualnych bitew, takich jak w Death Note, ale zmienił motyw na przypominający bardziej „zderzenie romantycznych emocji”. Przyznał również, że wpływ na jego pracę miała seria School Rumble.

### Projekty postaci
Imiona postaci zostały zaczerpnięte z Opowieści o zbieraczu bambusu (lepiej znanej poza Japonią jako Opowieść o księżniczce Kaguyi). Akasaka stwierdził, że od dawna lubił historie o księżniczkach, a Kaguya-hime, główna bohaterka wspomnianego monogatari, była jedną z najsłynniejszych. Rozwijając postacie, powiedział, że Kaguya i Miyuki początkowo mieli tę samą osobowość i sposób myślenia, jak bliźnięta, co sprawiło, że ich ekspozycja dla czytelnika była łatwiejsza do zrozumienia. Następnie dodał więcej rozbieżności między nimi. Inne postacie zostały rozwinięte w ten sam sposób, zaczynając jako płytkie i szablonowe, ale wypełnione realistycznymi uczuciami, zaczerpniętymi z osobistych doświadczeń autora i jego znajomych. Szczególnie lubił kontrastujące postacie, których wewnętrzne osobowości różnią się od ich zewnętrznego wizerunku.

### Rozwój i motywy
Tworząc rozdział lub historię, Akasaka najpierw myślał o emocjach, a następnie pisał o ich doświadczaniu, na przykład o tym, co czułaby Kaguya, gdyby była zazdrosna. Następnie rozmieszczał postacie i wydarzenia wokół tej emocji. Kiedy przychodzi mu na myśl jakaś emocja, której nie rozwinął się jeszcze w historię, zapisuje ją na karteczce samoprzylepnej lub w notatniku, aby wykorzystać ją później.
Akasaka stwierdził, że pierwotnie chciał stworzyć mangę, która pomogłaby zrelaksować się zmęczonym pracownicom biurowym, ale ponieważ sam jest otaku, wydaje się, że skierował ją także do osób podzielających jego hobby. Uważa również, że w mandze ważniejsze jest dostarczenie czytelnikowi czegoś ekscytującego i przekazanie znaczących wiadomości na temat relacji międzyludzkich, niż o pokazanie szeregu gagów i reakcji postaci. Mangaka powiedział, że moment, w którym Miyuki i Kaguya zostają uczniami trzeciego roku, wyznacza drugą połowę historii. Zapytany o zakończenie, dodał, że nie wie, czy zdecyduje się na złe zakończenie, tak jak w przypadku księżniczki Kaguyi, ale nie miałby nic przeciwko, gdyby tak się stało. Rozważał również danie każdej postaci rozdziału z wywołaniem przed kurtynę, tak jak robią to w symulatorach randkowych, ostatecznie decydując się na ten krok.

## Manga
Aka Akasaka rozpoczął publikację serii 19 maja 2015 w czerwcowym numerze „Miracle Jump” wydawnictwa Shūeisha. Ostatni rozdział serii w „Miracle Jump” został opublikowany 19 stycznia 2016 (numer 2/2016). Następnie manga została przeniesiona do magazynu „Shūkan Young Jump”, w którym ukazywała się od 24 marca 2016. Specjalny rozdział ukazał się 18 maja 2017 w debiutanckim numerze „Young Jump Gold”. W październiku 2021 ogłoszono, że manga weszła w swój finałowy wątek fabularny, zakończyła się zaś 2 listopada 2022. Shūeisha zebrała rozdziały do wydań w formacie tankōbon, których pierwszy tom ukazał się 18 marca 2016. Ostatni 28. tom został wydany 19 grudnia 2022.
W Polsce manga ukazuje się nakładem wydawnictwa Studio JG od 17 lipca 2020.
Spin-off autorstwa Shinty Sakayamy, zatytułowany Kaguya-sama wa kokurasetai: Dōjin-ban (jap. かぐや様は告らせたい 同人版), wydawany był od 14 czerwca 2018 do 25 czerwca 2020 w serwisie Tonari no Young Jump wydawnictwa Shūeisha, ukazując się w drugi i czwarty czwartek miesiąca. Shūeisha wydała 4 tomy tankōbon między 19 grudnia 2018 a 17 lipca 2020.
Spin-off w formie yonkomy, napisany przez G3 Ida i zatytułowany Kaguya-sama o kataritai (jap. かぐや様を語りたい), ukazywał się na łamach magazynu „Shūkan Young Jump” od 26 lipca 2018 do 2 listopada 2022. Manga skupia się na dwóch dziewczynach z klubu prasowego, które ubóstwiają Kaguyę i jej paczkę, ale nie mają pojęcia, co tak naprawdę dzieje się w szkolnym samorządzie. Seria została zebrana w 8 tankōbonach, wydanych między 19 marca 2019 a 19 grudnia 2022.

## Anime
1 czerwca 2018 Shūeisha ogłosiła, że seria otrzyma adaptację w formie telewizyjnego serialu anime. Seria została wyreżyserowana przez Shinichiego Omatę pod pseudonimem Mamoru Hatakeyama, a animacją zajęło się studio A-1 Pictures. Scenariusz napisał Yasuhiro Nakanishi, postacie zaprojektował Yuuko Yahiro, reżyserem dźwięku został Jin Aketagawa, a muzykę skomponował Kei Haneoka. Serial był emitowany od 12 stycznia do 30 marca 2019 w stacjach MBS, Tokyo MX, BS11, GTV, GYT, CTV i TeNY i liczył łącznie 12 odcinków. Prawa do streamingu anime nabył Crunchyroll.
Drugi sezon, zatytułowany Kaguya-sama: Love Is War?, został zapowiedziany 19 października 2019. Ekipa produkcyjna i obsada powrócili, aby ponownie wcielić się w swoje role. Emitowany był od 11 kwietnia do 27 czerwca 2020 w stacjach Tokyo MX, GTV, GYT, BS11, Abema TV service, MBS i TeNY.
25 października 2020, podczas specjalnego wydarzenia „Kaguya-sama Wants To Tell You On Stage”, zapowiedziano jednocześnie produkcję odcinka OVA oraz trzeciego sezonu. OVA została dołączona do dwudziestego drugiego tomu mangi, który ukazał się 19 maja 2021. 21 października 2021 ujawniono, że trzeci sezon będzie nosić tytuł Kaguya-sama: Love Is War – Ultra Romantic. Jego premiera odbyła się 9 kwietnia 2022 na kanałach Tokyo MX, BS11, Gunma TV, Tochigi TV, MBS, RKB i TeNY, a emisja trwała do 25 czerwca tego samego roku.
Po zakończeniu trzeciego sezonu ogłoszono, że trwają prace nad nowym projektem anime. Później ujawniono, że jest to film anime zatytułowany Kaguya-sama: Love Is War – The First Kiss That Never Ends. Premiera w kinach odbyła się 17 grudnia 2022, a później film ma być wyświetlany również w telewizji. Motywem otwierającym jest „Love is Show” autorstwa Masayukiego Suzukiego i Reni Takagi.

### Ścieżka dźwiękowa
| Seria          | Tytuł                                     | Wykonawcy                                     | Źródło   |
| Czołówka       | Czołówka                                  | Czołówka                                      | Czołówka |
| -------------- | ----------------------------------------- | --------------------------------------------- | -------- |
| 1              | „Love Dramatic”                           | Masayuki Suzuki, Rikka Ihara i Yoshiki Mizuno | [ 50 ]   |
| 2              | „Daddy! Daddy! Do! feat. Airi Suzuki”     | Masayuki Suzuki, Airi Suzuki                  | [ 51 ]   |
| 3              | „Giri Giri”                               | Masayuki Suzuki, Suu                          | [ 52 ]   |
| Napisy końcowe |                                           |                                               |          |
| 1              | „Sentimental Crisis”                      | Halca                                         | [ 6 ]    |
| 2              | „Kaze ni fukarete” (jap. 風に吹かれて)    | Haruka Fukuhara                               | [ 51 ]   |
| 3              | „Heart wa oteage” (jap. ハートはお手上げ) | Airi Suzuki                                   | [ 52 ]   |

## Film live action
Adaptacja w postaci filmu live action miała swoją premierę w Japonii 6 września 2019. W rolę Miyukiego Shirogane wcielił się Shō Hirano, natomiast rolę Kaguyi Shinomiyi odegrała Kanna Hashimoto. Film wyreżyserował Hayato Kawai, scenariusz napisał Yūichi Tokunaga, a główne zdjęcia były realizowane od marca do kwietnia 2019.
Sequel, zatytułowany Kaguya-sama wa kokurasetai: tensai-tachi no ren’ai zunōsen Final, został zapowiedziany 6 stycznia 2021, a jego premiera w japońskich kinach odbyła się 20 sierpnia 2021. Hirano, Hashimoto, Nana Asakawa i Hayato Sano, odtwórcy ról Chiki Fujiwary i Yu Ishigamiego, powrócili, by ponownie wcielić się w swoje role.

## Powieść
Spin-off w formie powieści autorstwa Jūichirō Hitsujiyamy, zatytułowany Kaguya-sama wa kokurasetai: tensai-tachi no ren’ai jinrosen, został wydany 17 listopada 2023.

## Odbiór
W 2017 roku manga zdobyła 3. nagrodę Next Manga Award w kategorii drukowanej. W 2020 roku, wraz z Aoashi, otrzymała 65. nagrodę Shōgakukan Manga w kategorii ogólnej. W ankiecie Manga Sōsenkyo 2021, w której 150 000 głosujących wybierało 100 najlepszych mang, Miłość to wojna uplasowała się na 50. miejscu.

### Sprzedaż
| Data         | 2019      | 2019        | 2019      | 2020        | 2021       | 2022        | 2022       |
| Data         | kwiecień  | październik | grudzień  | październik | kwiecień   | październik | grudzień   |
| ------------ | --------- | ----------- | --------- | ----------- | ---------- | ----------- | ---------- |
| Liczba sztuk | 6 500 000 | 8 500 000   | 9 000 000 | 13 000 000  | 15 000 000 | 19 000 000  | 22 000 000 |

### Opinie

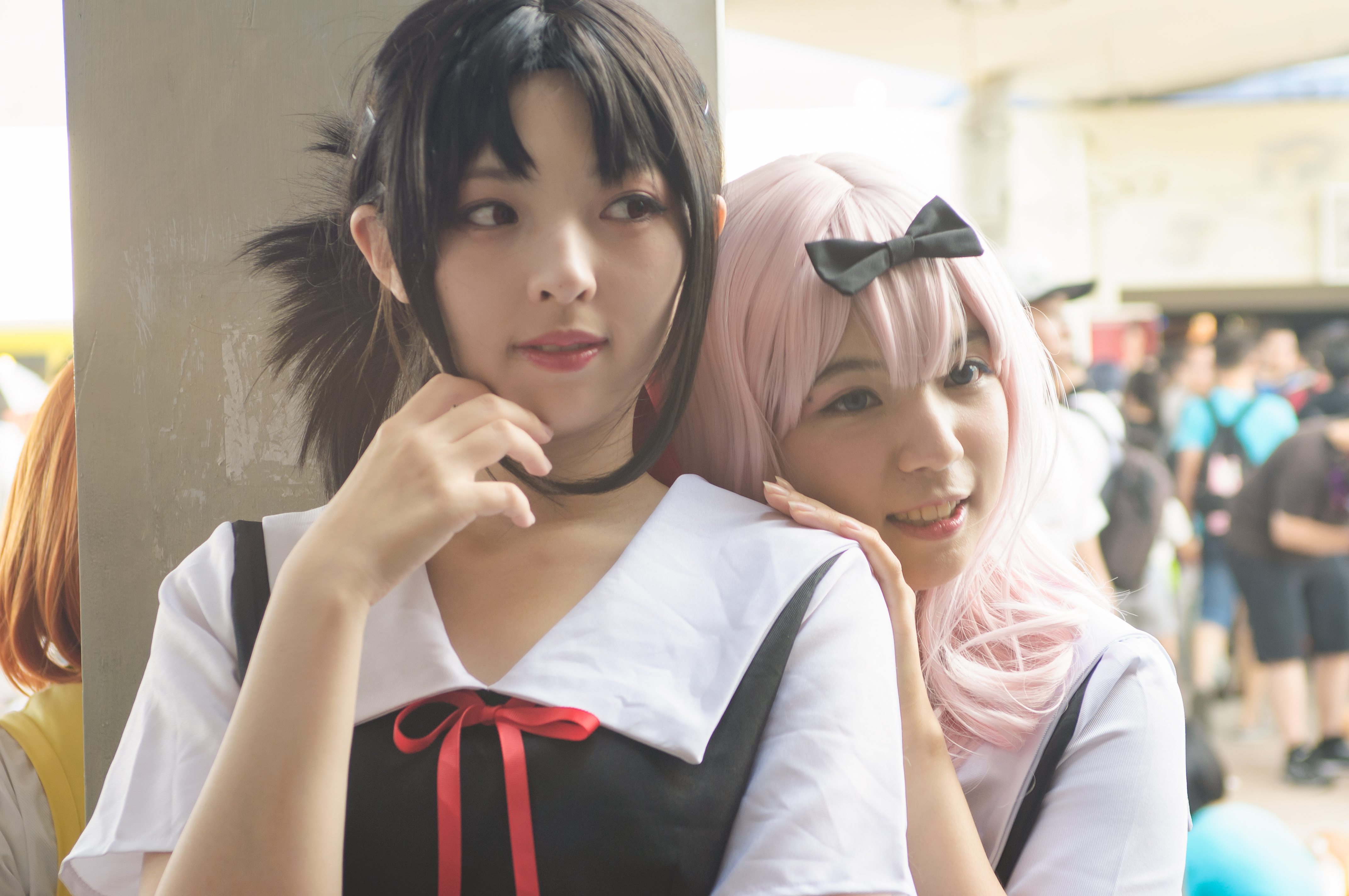
Cosplayerki Kaguyi Shinomiyi i Chiki Fujiwary

Rebecca Silverman z Anime News Network pozytywnie oceniła pierwsze dwa tomy mangi, nazywając ją „jedną z bardziej unikalnych komedii romantycznych”. Zauważyła, że drugi tom był lepszy niż pierwszy, wskazując na rozwój ze strony autora i komentując, że dobrze wróży to trwałości serii. Była jednak bardziej ambiwalentna w stosunku do kreski, mówiąc, że brakowało jej dopracowania i że w szczególności cierpiały twarze.
Radosław Frosztęga w swojej recenzji dla PopKulturowego Kociołka pochwalił kreację głównych bohaterów, a także nietuzinkowe podejście do klasycznego wątku miłosnego. Dostrzegł jednak pewne niedoskonałości w warstwie graficznej, takie jak problemy z proporcjami postaci, rysowaniem dłoni oraz nijakością teł.
Che Gilson z Otaku USA również dostrzegła niedociągnięcia w rysunkach, zauważając że Akasaka ma problemy z rysowaniem postaci, a także że tła są ledwo widoczne i nie zapadają w pamięć. Dodała także, że „postacie kobiece mają urocze twarze rodem z shōjo-mangi, podczas gdy Miyuki o ostrych rysach wygląda obok nich nie na miejscu, prawie tak, jakby przywędrował z zupełnie innej mangi”. Gilson doceniła fabułę, postacie i humor stwierdzając, że „jest coś satysfakcjonującego w obserwowaniu, jak skądinąd genialni ludzie zderzają się ze swoimi ogromnymi słabościami”.